# HD 16187
HD 16187，又名BD+30 418，SAO 55703、HR 757，是一颗恒星，视星等为6.1，位于銀經147.8，銀緯-26.13，其B1900.0坐标为赤經2h 30m 45.2s，赤緯+31° -26.13′ 18″。